# Lycaena yarigadakeana
Lycaena yarigadakeana är en fjärilsart som beskrevs av Matsumura 1929. Lycaena yarigadakeana ingår i släktet Lycaena och familjen juvelvingar. Inga underarter finns listade i Catalogue of Life.